# Spermophorides selvagensis
Spermophorides selvagensis är en spindelart som beskrevs av Jörg Wunderlich 1992. Spermophorides selvagensis ingår i släktet Spermophorides och familjen dallerspindlar. Inga underarter finns listade i Catalogue of Life.